# Microscopische colitis
Microscopische colitis is een ontsteking van de dikke darm (colitis) die gepaard gaat met langdurige, niet-bloederige waterige diarree. De term 'microscopisch' verwijst naar het feit dat de ontsteking met een colonoscopie niet zichtbaar is, maar wel gevonden kan worden met een biopsie. De aandoening is echter niet hetzelfde als colitis ulcerosa.

## Symptomen
De symptomen zijn langdurige diarree zonder bloedverlies, buikpijn, onbedoeld gewichtsverlies en incontinentie.

## Epidemiologie
De meeste patiënten blijken vrouwen van middelbare leeftijd, maar het kan zich in principe bij iedereen voordoen. De gemiddelde leeftijd waarop het zich ontwikkelt is 65 jaar, maar in 25% van de gevallen is de patiënt jonger dan 45 jaar.

## Historie
De aandoening werd voor het eerst beschreven in 1982. Lymfocytaire colitis werd beschreven in 1989 en collagene werd al eerder herkend in 1976.

## Subtypes
Er zijn meerdere vormen van microscopische colitis:
- Collagene colitis: bij deze vorm is de collageenlaag van de darm ontstoken.[2]
- Lymfocytaire colitis: bij deze vorm hopen ontstekingscellen zich op in het slijmvlies van de dikke darm.[3]

## Geassocieerde aandoeningen
Microscopische colitis komt vaker voor bij auto-immuunziekten, zoals bij het syndroom van Sjögren, coeliakie en artritis. Bij 41% van de patiënten gaat microscopische colitis gepaard met galzuurdiarree. Ook het gebruik van NSAID's en het roken van sigaretten speelt een rol.

## Behandeling
Microscopische colitis reageert goed op budesonide. Het werkt zowel tegen actieve ziekte en tegen het voorkomen van nieuwe opvlammingen. De klachten kunnen echter terugkeren bij het staken van de behandeling. Bij steroïde-afhankelijke microscopische colitis kan een stoma overwogen worden, hoewel dat wegens verbeteringen in de behandeling minder vaak wordt gedaan. Systemische corticosteroïden, probiotica, mesalazine en immuunonderdrukkers blijken minder effectief.

## Prognose
De prognose is redelijk gunstig. De meerderheid van de patiënten herstelt van de diarree en bij het doorzetten van de behandeling is de kans klein dat de klachten terugkeren.